# Lucas Andreas Staudinger
Lucas Andreas Staudinger (* 27. Januar 1770 in Ansbach; † 30. November 1842 in Groß Flottbek bei Hamburg) war ein deutscher Landwirtschaftslehrer.  Er gründete 1797 auf einem Pachthof in Groß Flottbek die erste landwirtschaftliche Lehr- und Erziehungsanstalt in Deutschland.

## Leben
Staudinger – Sohn eines Landarbeiters – wuchs als Hirtenjunge bei seinen Großeltern in Franken auf. Als Neunzehnjähriger  erhielt er eine Anstellung als Sekretär beim schwäbischen Dichter Christian Friedrich Daniel Schubart. Hier erwarb er eine umfassende literarische Bildung. Nach dessen Tod 1791 folgte er dem Schweizer Agrarpädagogen Philipp Emanuel von Fellenberg nach Zürich.  Auf Empfehlung des von Staudinger verehrten Dichters Friedrich Gottlieb Klopstock  kam er 1792 zum Hamburger Kaufmann Caspar Voght, der auf der Suche nach einem Gehilfen für den Aufbau einer Bibliothek seines neuen Hauses war. Nach einer kurzen Unterbrechung als Lehrer im Hause des Altonaer Arztes Johann August Unzer übernahm Staudinger 1793 die Verwaltung des Voghtschen Betriebes.
Beeinflusst von den pädagogischen Ideen des Schweizer Agrarpädagogen Philipp Emanuel von Fellenberg versuchte Staudinger, eine landwirtschaftliche Schule zu gründen, und veröffentlichte 1796 eine Schrift unter dem Titel „Entwurf zu einem landwirthschaftlichen Erziehungs-Institute“. Mit finanzieller Unterstützung von Caspar Voght errichtete er 1797 auf seinem Pachthof in Groß Flottbek eine landwirtschaftliche Lehr- und Erziehungsanstalt, die erste ihrer Art in Deutschland. Staudinger hielt den Unterricht in Fächern Landwirtschaft, der Apotheker Johann Gottfried Schmeisser in Chemie unter Berücksichtigung der Besonderheiten der Landwirtschaft, ein Herr Wolters im Fach Physik und der österreichische Mediziner Johann Gottlieb Wolstein hielt Vorträge über Haustiere. Der schottische Gärtner James Booth lieferte Vorträge über den Obst- und Gemüseanbau. Die Lehrzeit war auf drei Jahre festgelegt. Die jeweils nur wenigen Schüler lebten internatsmäßig auf seinem Hof. Sein bedeutendster Schüler war Johann Heinrich von Thünen, der von 1802 bis 1804 in Groß-Flottbek weilte. Nach wirtschaftlichen Misserfolgen wurde die Anstalt 1812 aufgelöst.
Im Jahr 1802 wurde ihm aufgetragen, in der Herrschaft Pinneberg die Steuern für Höfe und Äcker zu bemessen. 1810 wurde er Oberbefehlshaber einer Küstenmiliz zum Schutz vor Einfällen von Engländern. Mit seinem Sinn für Recht und Gerechtigkeit unterstützte er Darlehensgeber in der „Ahlefeldt-Lauvrigschen Schuldensache“. Viele Jahre später trat er für die Rechte der Bewohner von Billwerder ein, die infolge von Erschliessungen für Eisenbahnstrecken und Landwege Land abgeben mussten.
Gegen Ende seines Lebens geriet er in einen Streit mit dem Direktor des Botanischen Gartens von Hamburg Johann Georg Christian Lehmann. Es ging um eine schriftliche Arbeit zum Thema  Schädlingsbekämpfung „Vertilgung von Duwock“, die von Lehmann ausgelobt worden war. Die Arbeit aus dem Jahre 1830 wurde von dem technischen Leiter des Botanischen Gartens Johann Heinrich Ohlendorff und Staudinger für praktisch wertlos erachtet. Durch einen Zufall sah sich Staudinger 1839 gezwungen, noch einmal Stellung zu beziehen und bezichtigte Lehmann indirekt, die Arbeit geschrieben zu haben. Lehmann antwortete mit einer Klage.
Lucas Andreas Staudinger war verheiratet mit Anna Catharina Schadendorff (1770–1846). Aus dieser Ehe ging der Sohn Caspar Wilhelm Dietrich Staudinger (1811–1879) hervor.
Im Jahr 1921 erinnerte die Gemeinde Groß Flottbek mit zwei Notgeldscheinen an Staudinger. Der eine war der Ersten Landwirtschaftlichen Winterschule gewidmet und trug die Texte: „Söbenteinhundert söben un negentig hett Staudinger hier sin School herset“ und „Klookheit is ok Burn wat wert“'. Der zweite Notgeldschein erinnerte an die Begegnung Staudingers mit dem Dichter Klopstock.

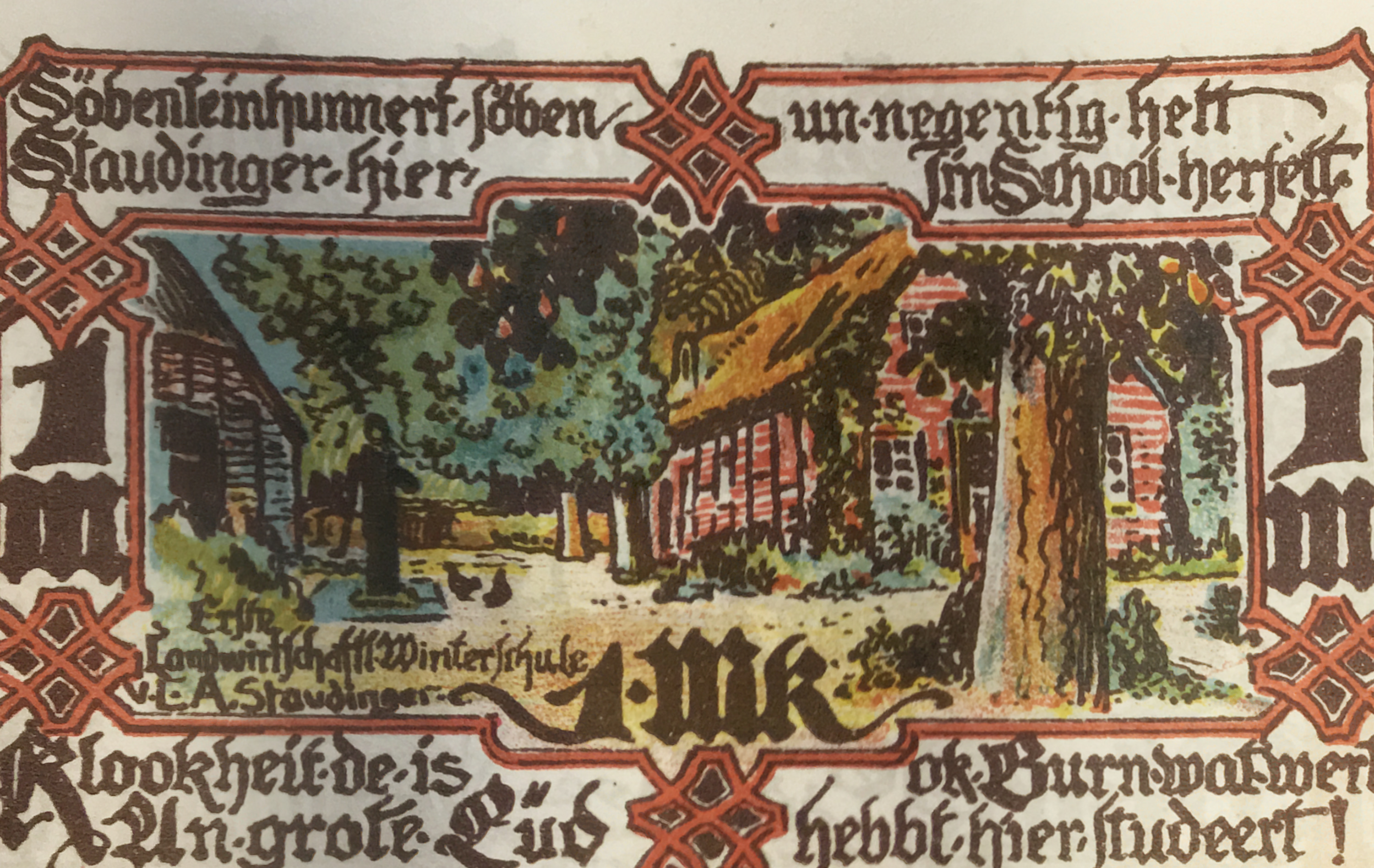
Staudingers Winterschule
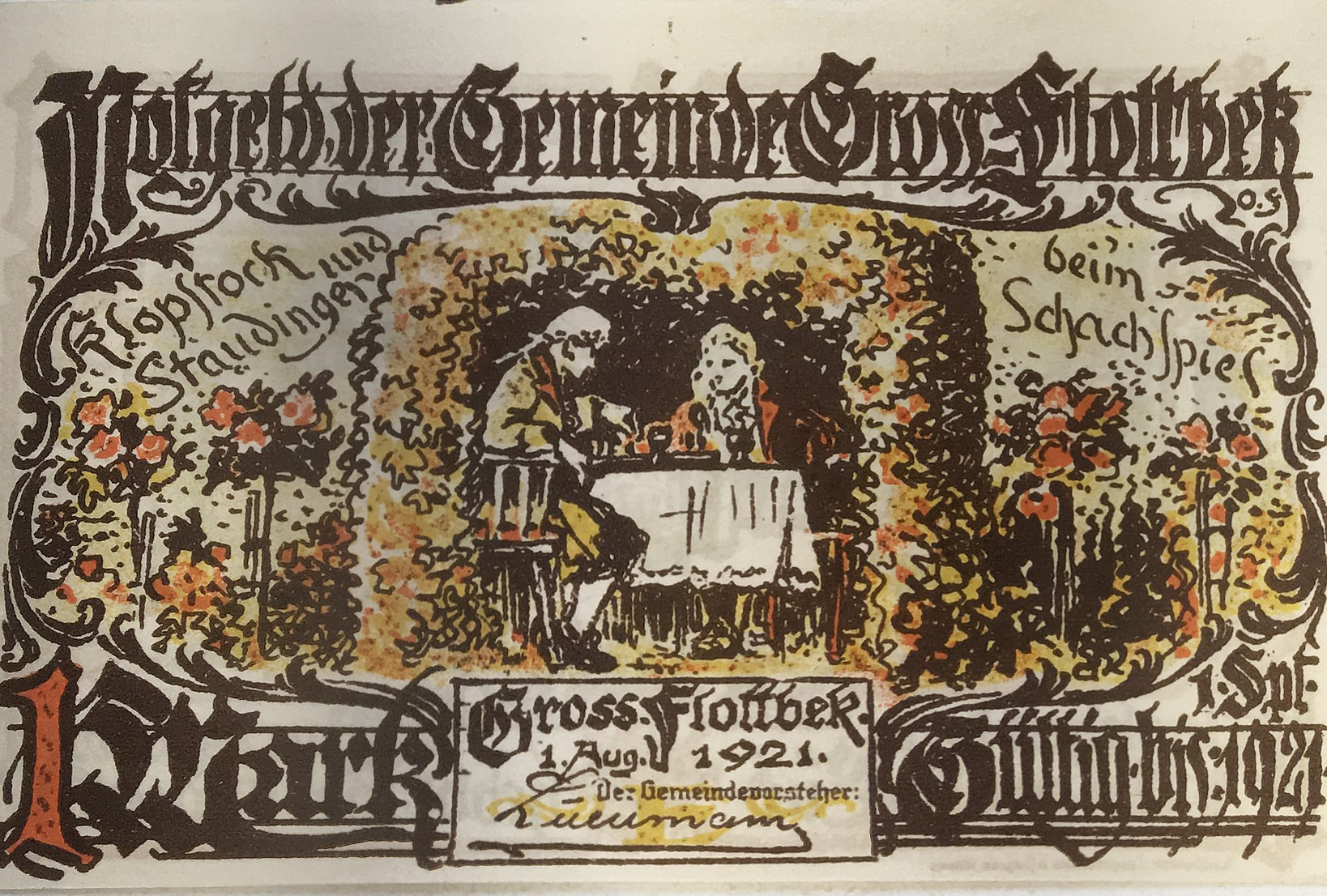
Schachspiel mit Klopstock

## Veröffentlichungen
- Entwurf zu einem landwirtschaftlichen Erziehungs-Institute. Hamburg 1796
- Freundschaftliche Erwiederung auf die Beurtheilung des Entwurfes zu einem landwirtschaftlichen Erziehungs-Institute. In: Neue Schleswig-Holstein-Lauenburgische Provinzialberichte. Jahrgang 1797, Viertes Heft, S. 386 ff.
- Nachricht von der landwirthschaftlichen Lehranstalt in Grossenflottbek. In: Neue Schleswig-Holstein-Lauenburgische Provinzialberichte. Jahrgang 1798, Drittes Heft, S. 194 ff.
- Ueber den Begriff der aussaugenden Saaten. In: Friedrich Carl Gustav Gericke: Oekonomische Hefte oder Sammlung von Nachrichten, Erfahrungen und Beobachtungen für den Land- und Stadtwirth, Band 30, Johann Friedrich Gleditsch, Leipzig 1808, S. 567 ff.,Digitalisat
- Literaturberichte: Sammlung landwirthschaftlicher Schriften vom Freiherrn von Voght, Hamburg 1825 bei Friedrich Perthes. In: G. P. Petersen (Hrsg.): Schleswig-Holstein-Lauenburgische Provinzialberichte: eine Zeitschrift für Kirche und Staat für das Jahr 1826, Busch, Altona o. J., S. 258 ff. (Rezension)
- Gesammelte praktische Erfahrungen und Beobachtungen in dem Gebiethe der Landwirthschaft sowie auch im Fache des landwirthschaftlichen Erziehungswesens. 2 Hefte, Hamburg 1840 u. 1842
- Der Herr Professor Lehmann und der Duwock (Equisetum palustre) oder Zweiter Theil des Commentars in Folge des Lehmannischen Sendschreibens an die Hamburgische Gesellschaft zur Beförderung der Künste und nützlichen Gewerbe. Meyer, Hamburg 1841, StuBHH
- Ueber die Verlegung der Hamburger Waisenanstalt nach den Walddörfern. Nebst einem kurzen Bericht über das Altonaer Waisenhaus, Hoffmann und Campe, Hamburg 1842, Digitalisat
- Über das Pflügen mit Kühen. Ein Brief des Hrn. Staudinger aus großen Flotbeck an den Freyherrn von Voght. In: Landwirthschaftliche Hefte, 6. Heft, J. F. Hammerich, Altona 1822. S. 108–122.
- 21. Landwirthschaftliche Bemerkungen über den Billwärder Marschdistrict und die daselbst übliche Bewirthschaftungsweise. In: Verhandlungen und Schriften der Hamburgischen Gesellschaft zur Beförderung der Künste und Nützlichen Gewerbe, NF 1. Bd., Verhandlungen vom Jahre 1844, Nestler & Melle, Hamburg 1845, S. 102 ff.
- Kurze Skizze über verewigten Freiherrn v. Voght zu Klein-Flotbeck gemeinnütziges Wirken für das Wohl der Menschen. In: Hamburger Nachrichten.
  - 30. April 1839, S. 3–4, Digitalisat
  - 1. Mai 1839, S. 2, Digitalisat
  - 2. Mai 1839, S. 3, Digitalisat